# Comuna Săvădisla, Cluj
Săvădisla (în maghiară Tordaszentlászló, în trad. Sf. Ladislau de Turda, colocvial Szentlászló) este o comună în județul Cluj, Transilvania, România, formată din satele Finișel, Hășdate, Lita, Liteni, Săvădisla (reședința), Stolna, Vălișoara și Vlaha.

## Date geografice
Comuna este situată la cca 22 km sud-vest de municipiul Cluj-Napoca, la poalele Munților Apuseni, relieful fiind format din depresiuni intramontane. Solul este slab productiv.

## Demografie
Componența etnică a comunei Săvădisla
     Maghiari (49,21%)
     Români (42,97%)
     Romi (1,95%)
     Alte etnii (0,19%)
     Necunoscută (5,67%)
Componența confesională a comunei Săvădisla
     Reformați (41,68%)
     Ortodocși (39,04%)
     Romano-catolici (4,29%)
     Penticostali (2,14%)
     Fără religie (1,38%)
     Martori ai lui Iehova (1,24%)
     Alte religii (3,03%)
     Necunoscută (7,2%)
Conform recensământului efectuat în 2021, populația comunei Săvădisla se ridică la 4.196 de locuitori, în scădere față de recensământul anterior din 2011, când fuseseră înregistrați 4.392 de locuitori. Cei mai mulți locuitori sunt maghiari (49,21%), cu minorități de români (42,97%) și romi (1,95%), iar pentru 5,67% nu se cunoaște apartenența etnică. Din punct de vedere confesional, cei mai mulți locuitori sunt reformați (41,68%), cu minorități de ortodocși (39,04%), romano-catolici (4,29%), penticostali (2,14%), fără religie (1,38%) și martori ai lui Iehova (1,24%), iar pentru 7,2% nu se cunoaște apartenența confesională.

## Politică și administrație
Comuna Săvădisla este administrată de un primar și un consiliu local compus din 13 consilieri. Primarul, Stefan Asztalos[*], de la Uniunea Democrată Maghiară din România, este în funcție din octombrie 2020. Începând cu alegerile locale din 2024, consiliul local are următoarea componență pe partide politice:
|  | Partid                                 | Consilieri | Componența Consiliului | Componența Consiliului | Componența Consiliului | Componența Consiliului | Componența Consiliului | Componența Consiliului | Componența Consiliului |
|  | -------------------------------------- | ---------- | ---------------------- | ---------------------- | ---------------------- | ---------------------- | ---------------------- | ---------------------- | ---------------------- |
|  | Uniunea Democrată Maghiară din România | 7          |                        |                        |                        |                        |                        |                        |                        |
|  | Partidul Național Liberal              | 4          |                        |                        |                        |                        |                        |                        |                        |
|  | Partidul Social Democrat               | 1          |                        |                        |                        |                        |                        |                        |                        |
|  | Partidul Mișcarea Populară             | 1          |                        |                        |                        |                        |                        |                        |                        |

### Evoluție istorică
De-a lungul timpului populația comunei a evoluat astfel:
Săvădisla, Cluj - evoluția demografică

0100020003000400050006000700080001850189019101930195619772002populațiePopulația istorică din Săvădisla, Cluj
Date: Recensăminte sau birourile de statistică - grafică realizată de Wikipedia

## Istoric
În Evul Mediu sat maghiar aparținând domeniului funciar al cetății din Liteni, mai târziu domeniului latifundiar din Vlaha.
Pe Harta Iosefină a Transilvaniei din 1769-1773 (Sectio 094) apare sub numele de Sz.László.

## Monumente
Ruinele bisericii medievale cu hramul Sfântul Ladislau pot fi văzute pe dealul cimitirului din sat.

## Obiective turistice
- Castelul Mikes.
- Cetatea Liteni

## Personalități născute aici
- Grig Bodea (1947 - 2024), alpinist.

## Imagini

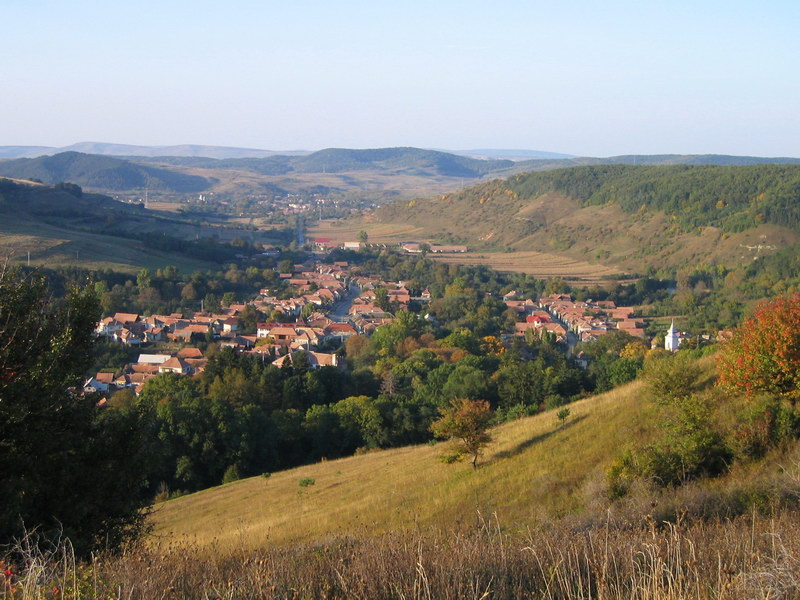
Săvădisla
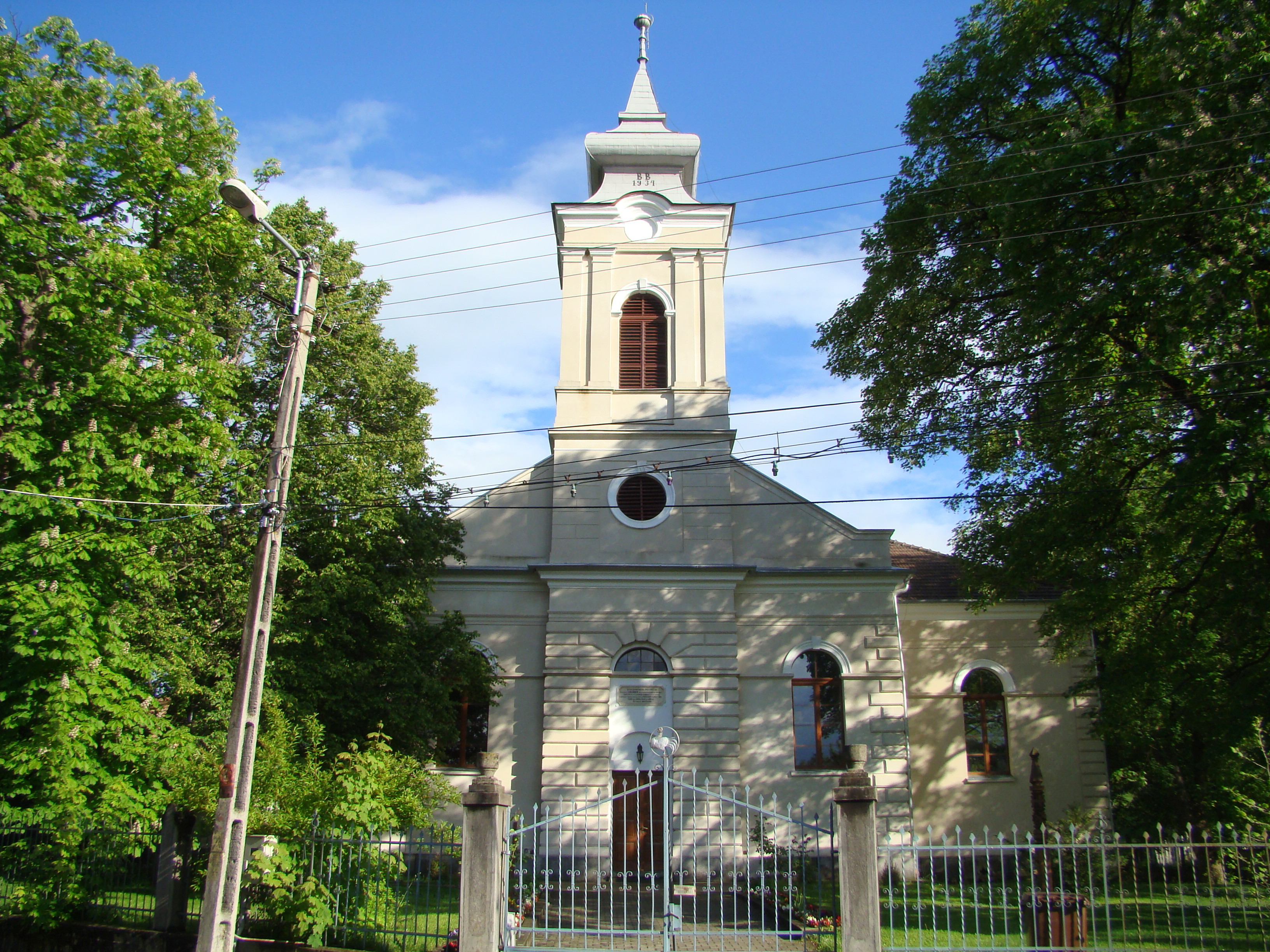
Biserica reformată (1888)
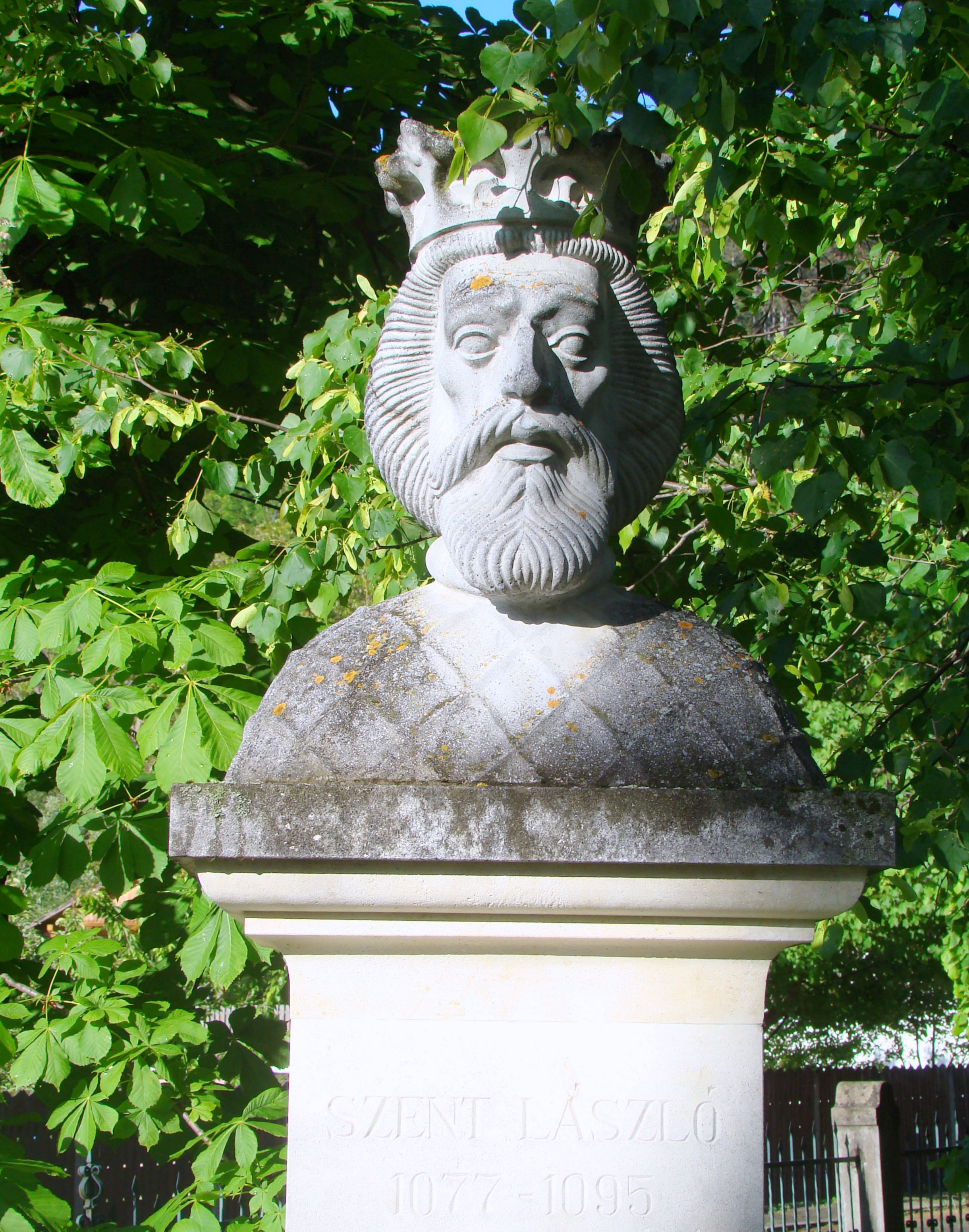
Bustul regelui maghiar Ladislau
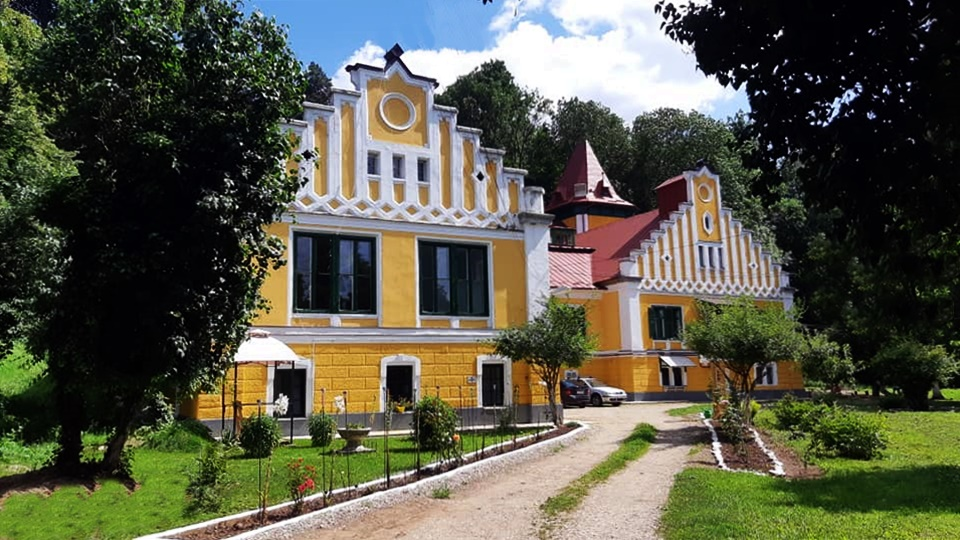
Castelul "Mikes" (actualul Sanatoriu TBC), Săvădisla
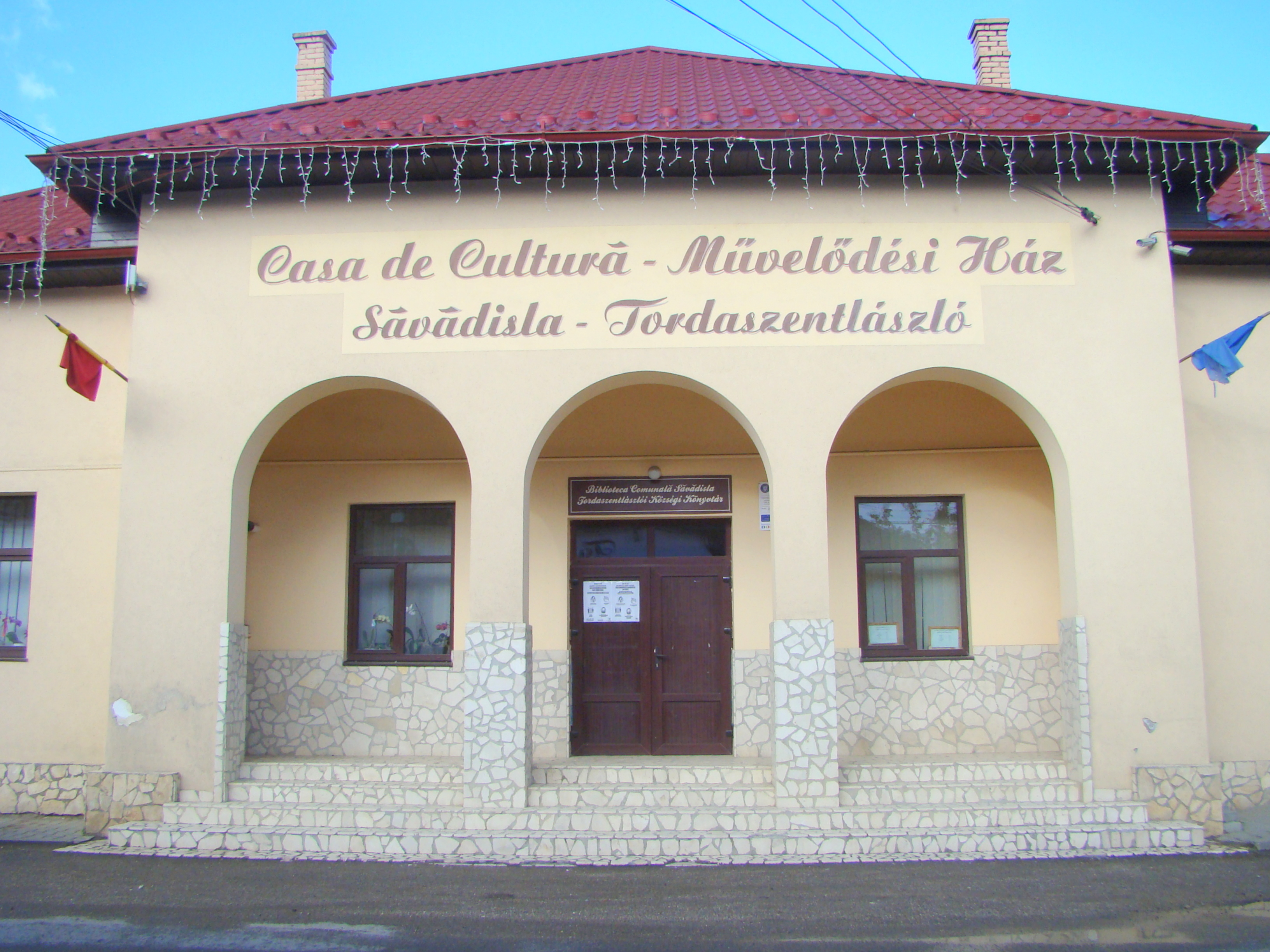
Casa de Cultură
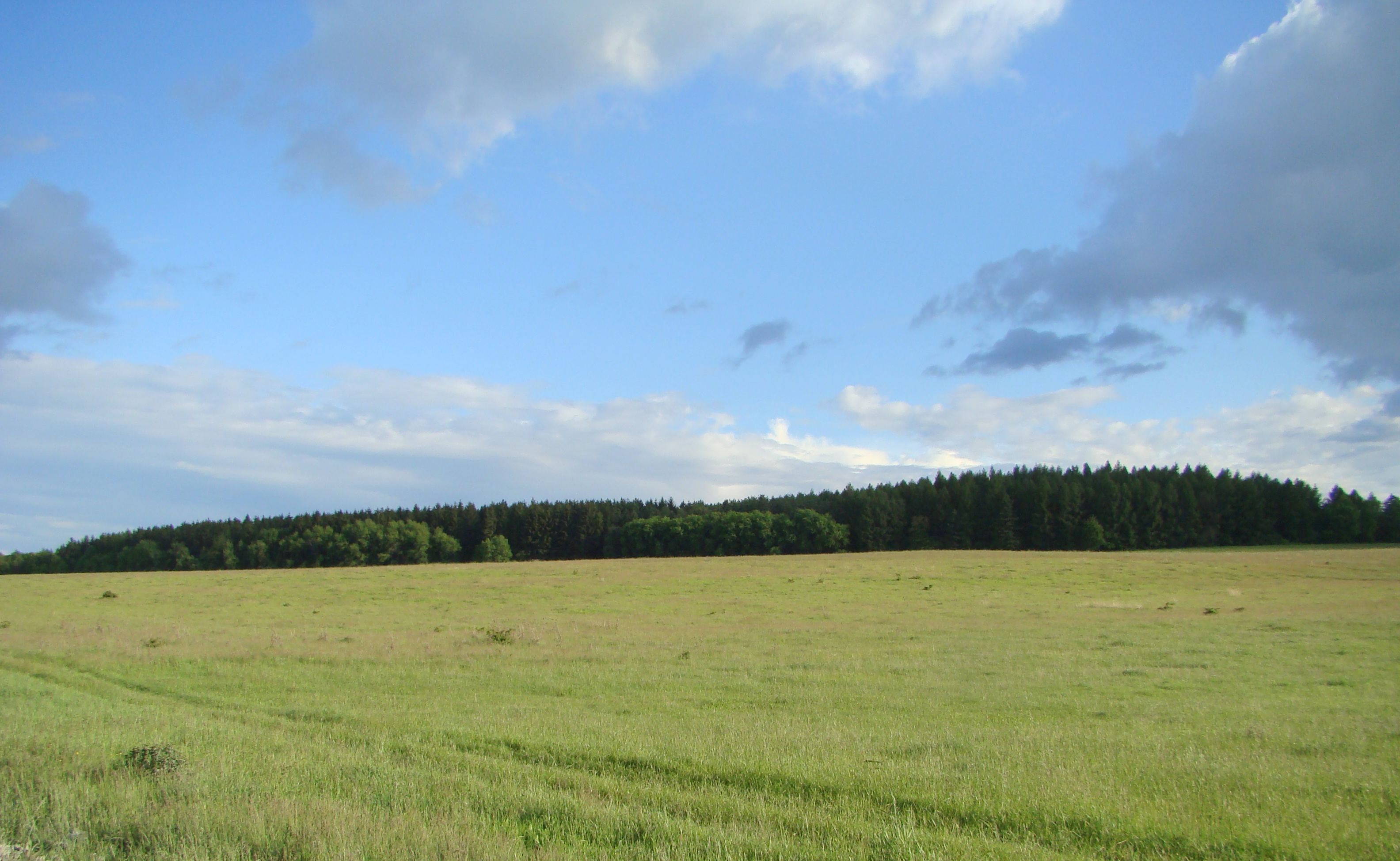
Săvădisla
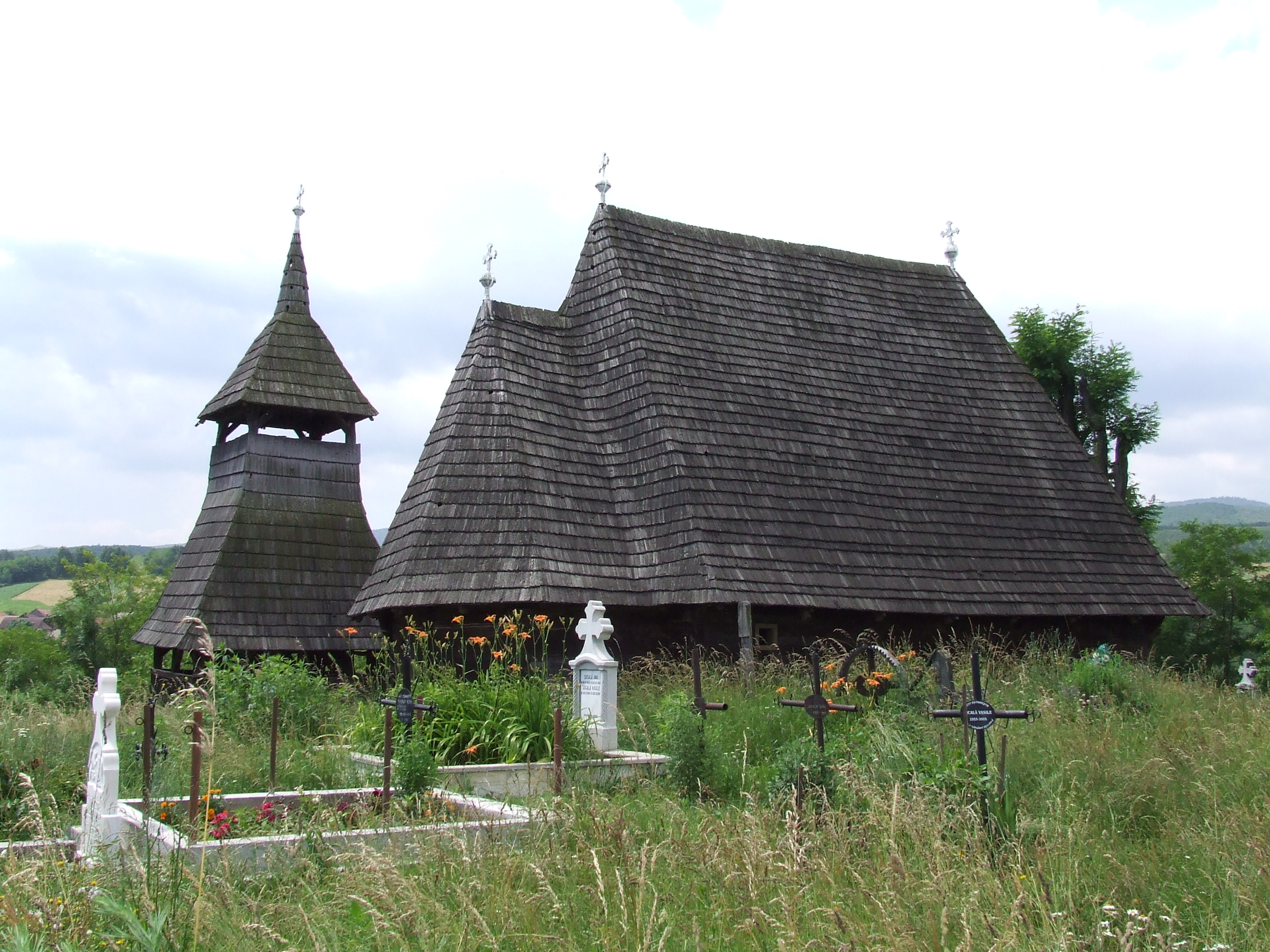
Biserica de lemn din Finişel
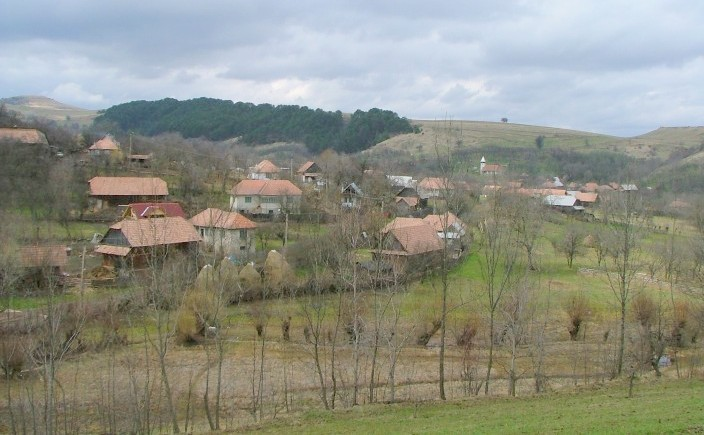
Hășdate
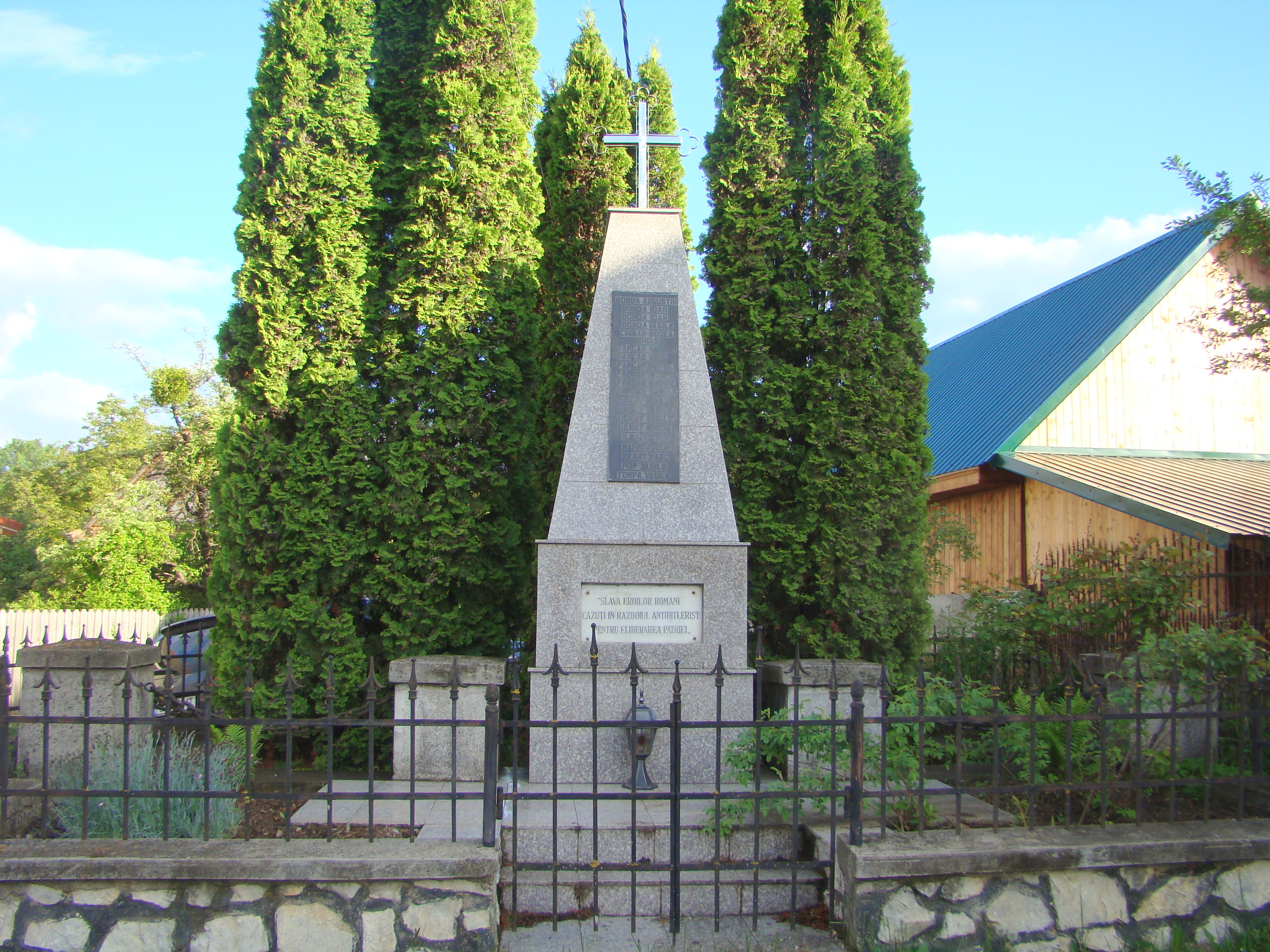
Monumentul eroilor români din Hășdate
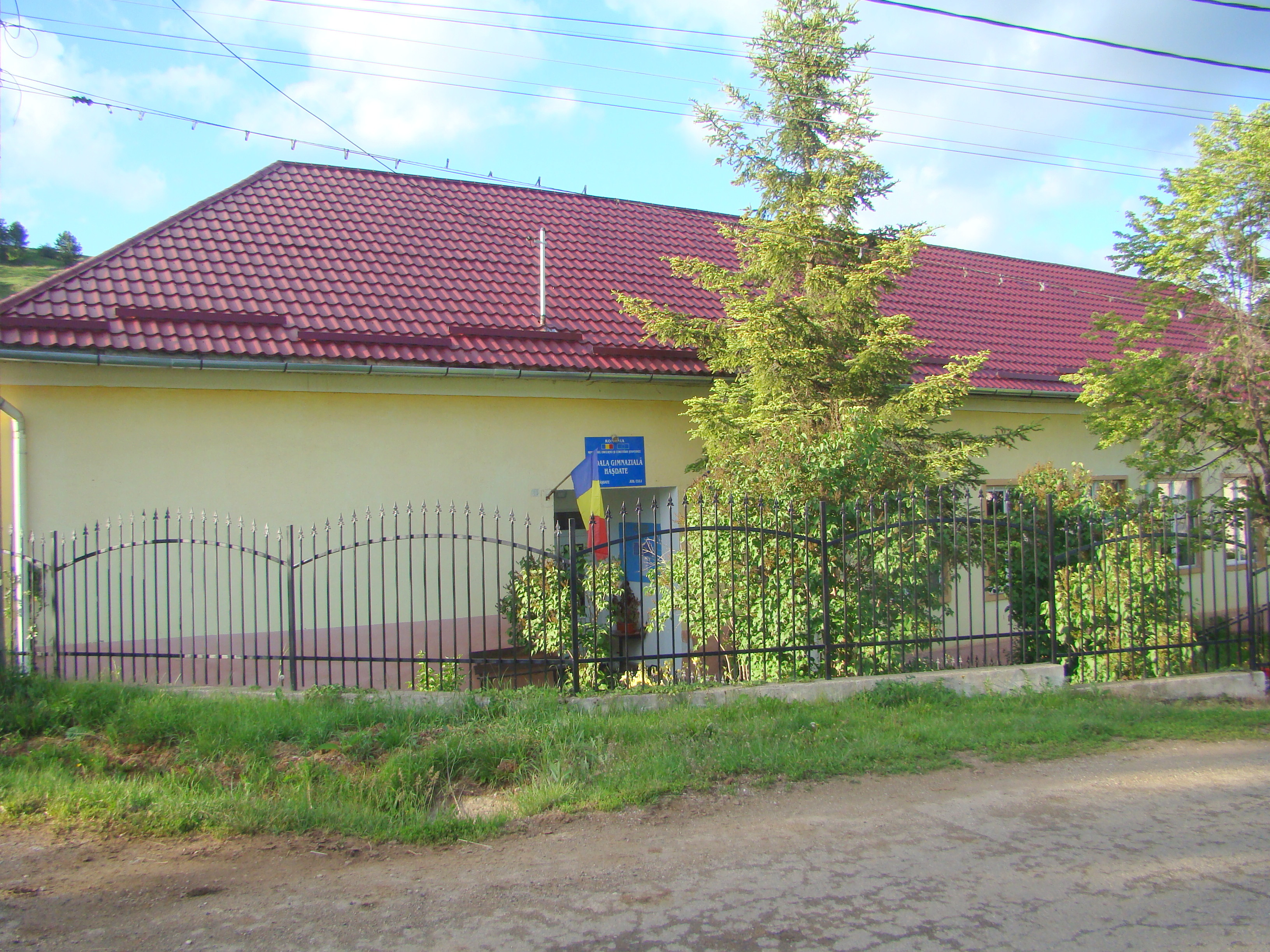
Școala
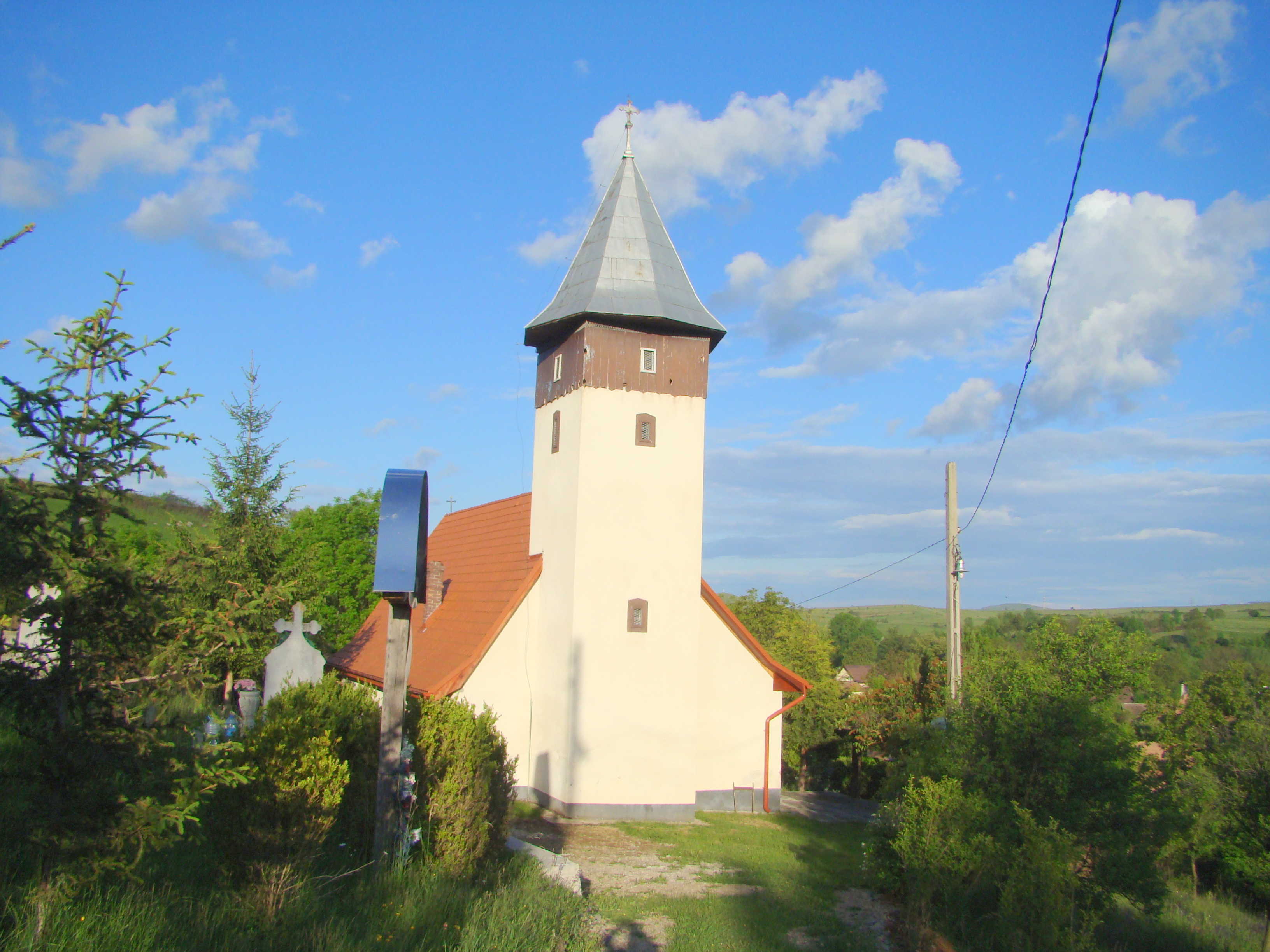
Biserica „Sfinții Arhangheli Mihail și Gavriil” din Hășdate
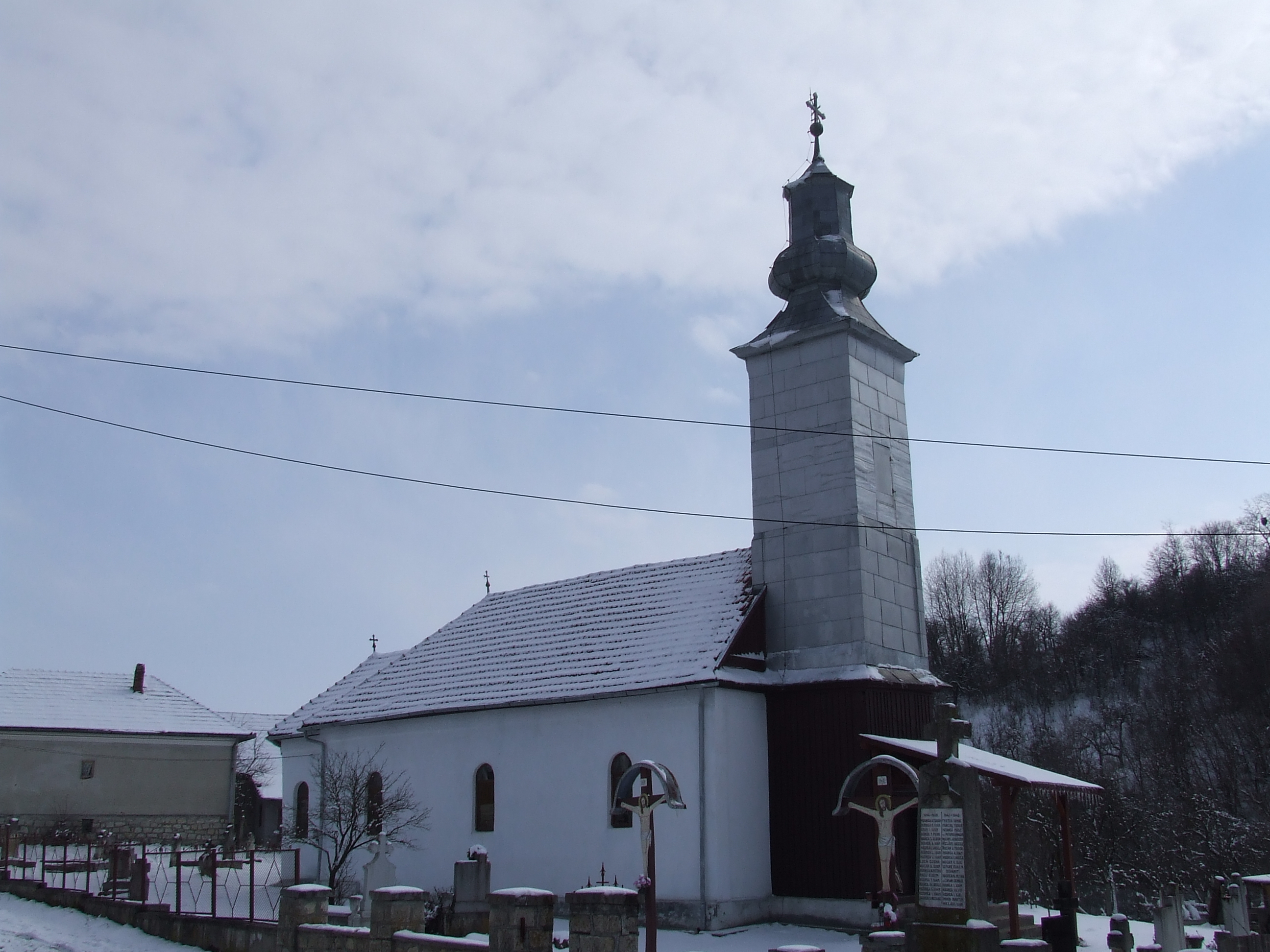
Biserica de lemn din Vălișoara
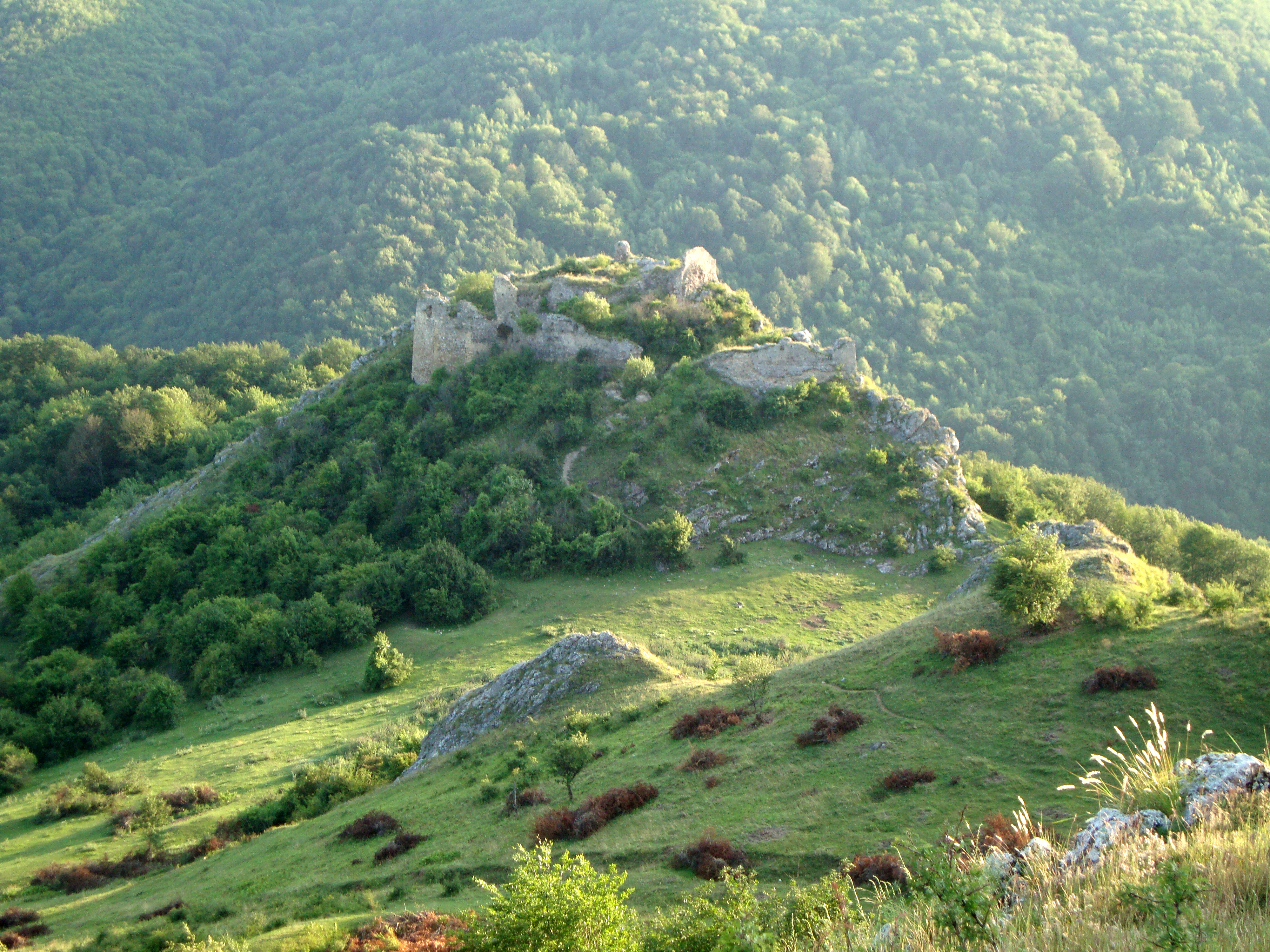
Cetatea Liteni
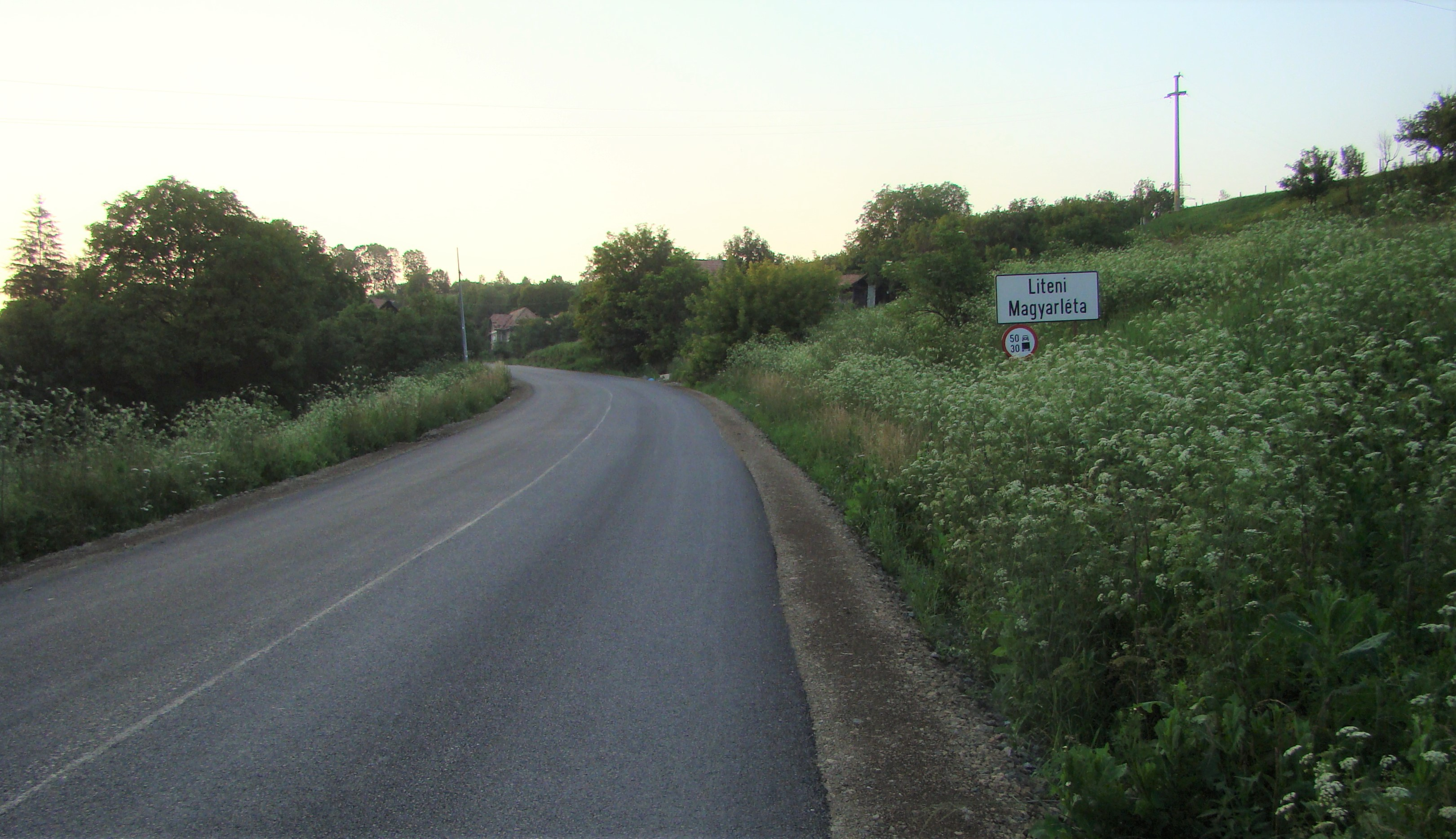
Intrarea în satul Liteni
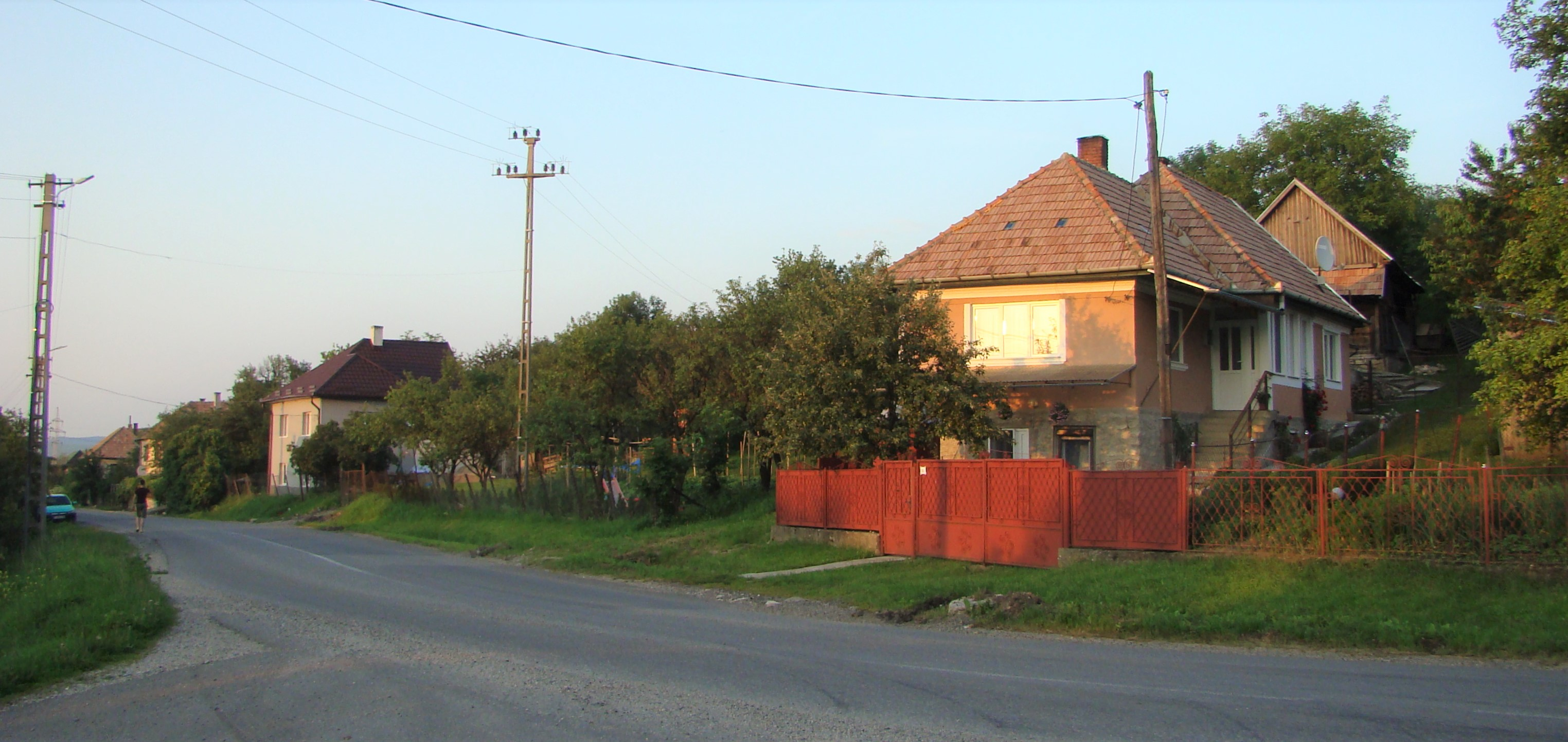
Liteni
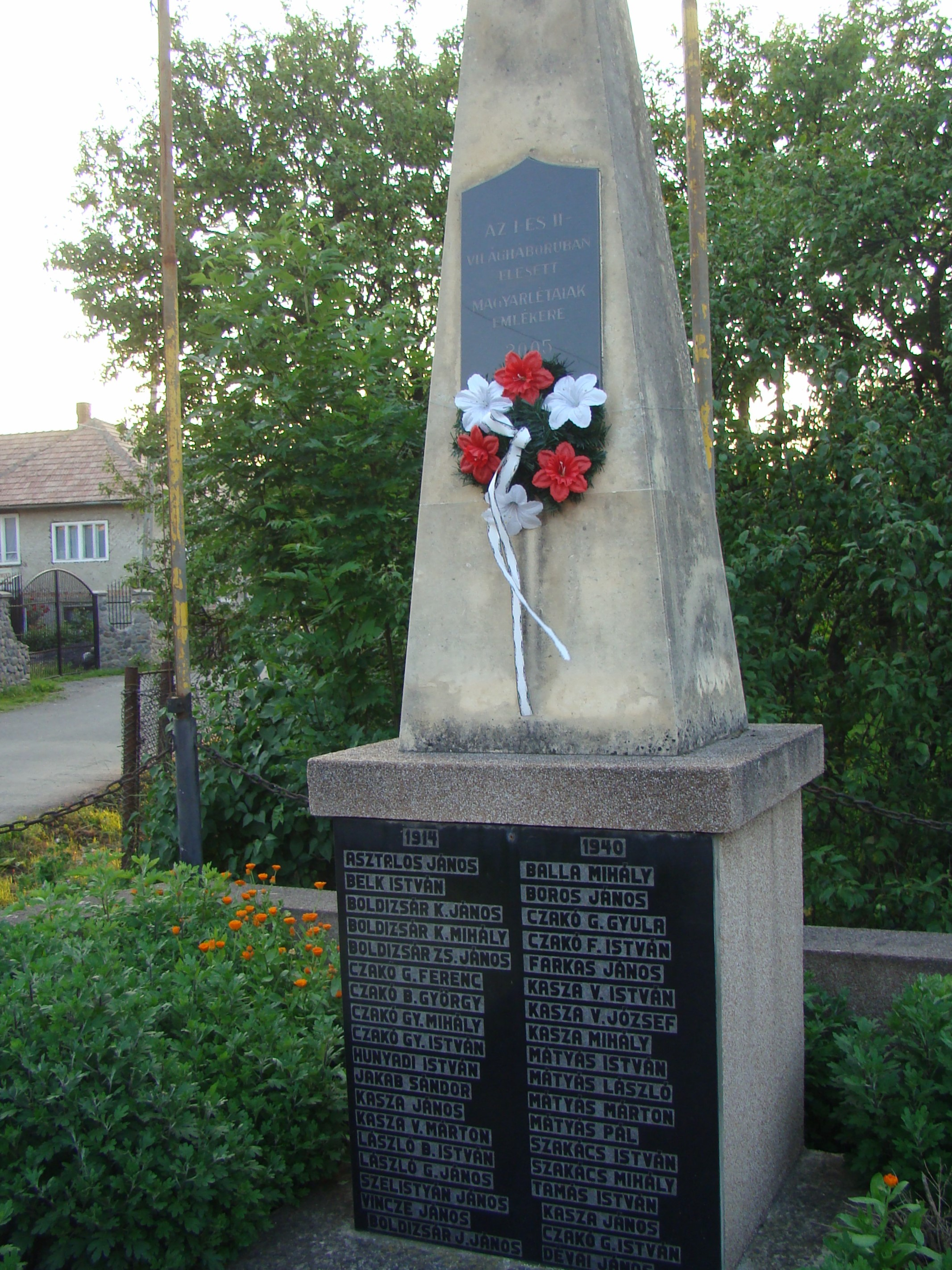
Monumentul eroilor maghiari
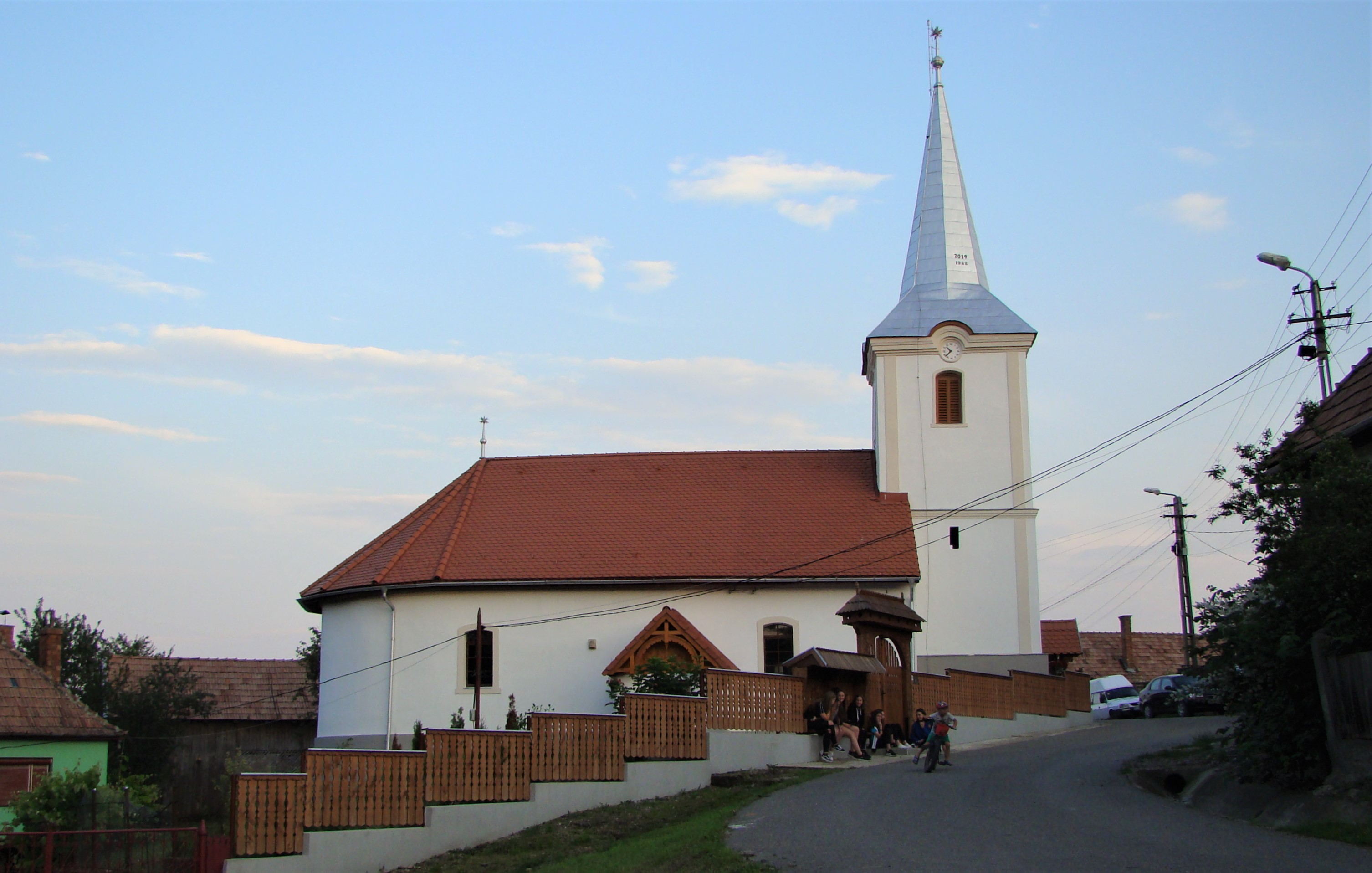
Biserica reformată din Liteni
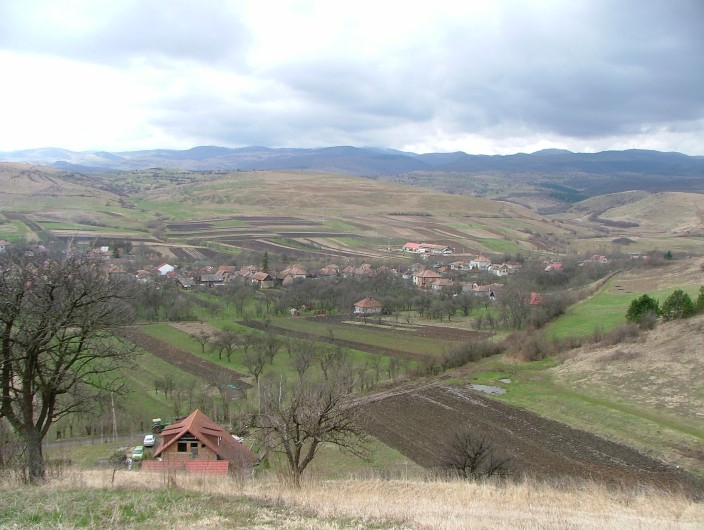
Vlaha
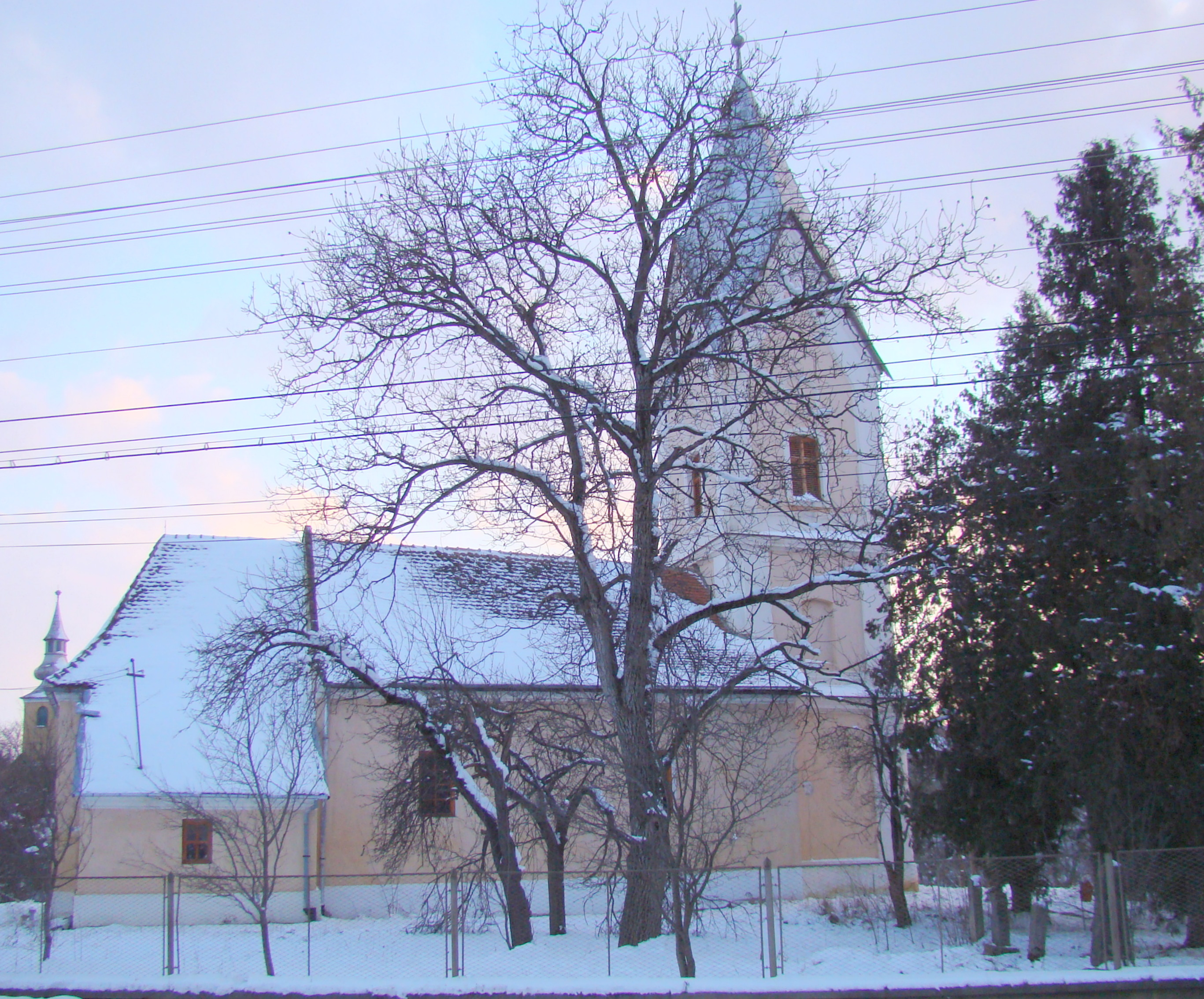
Biserica romano-catolică din Vlaha (monument istoric)
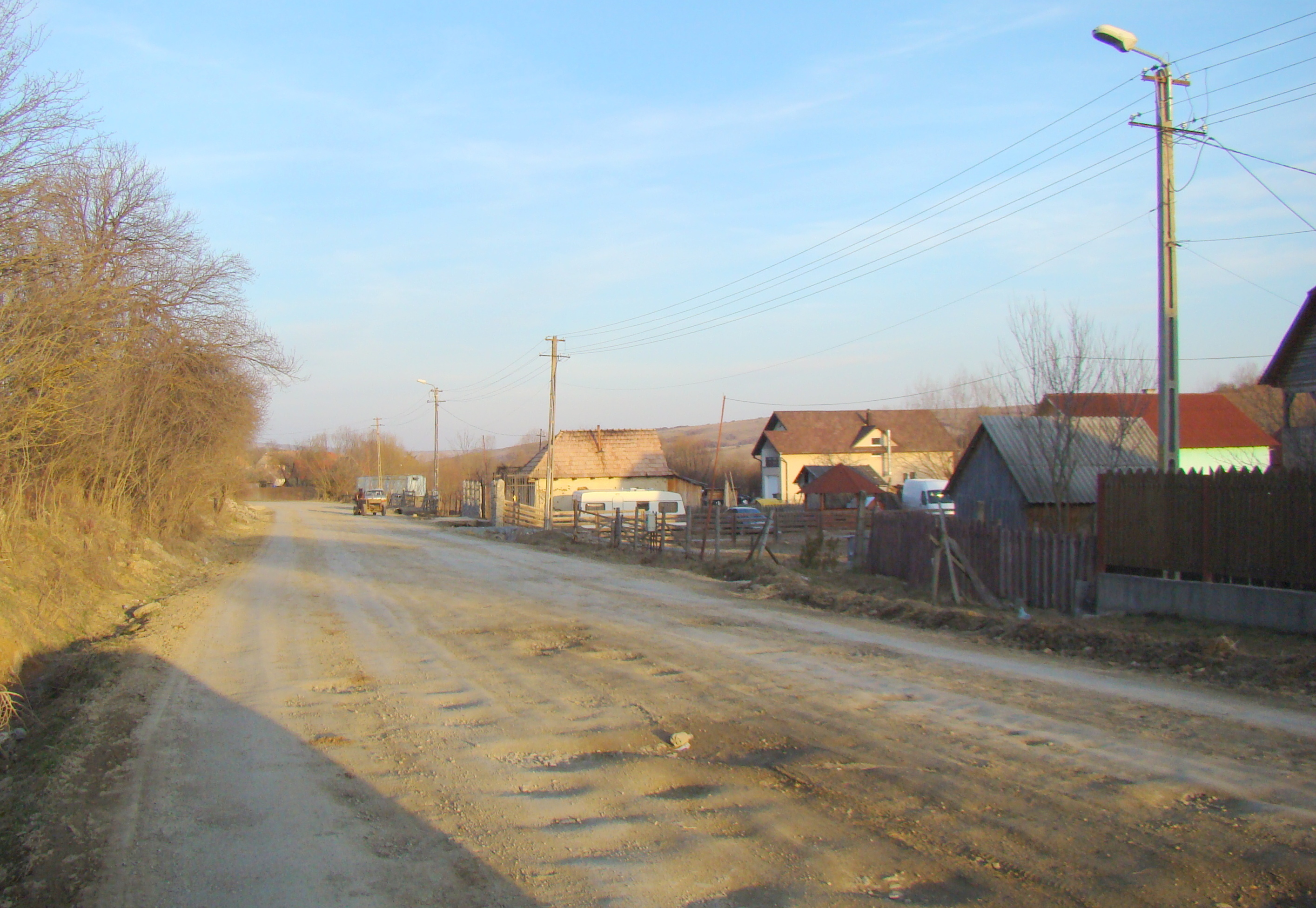
Lita
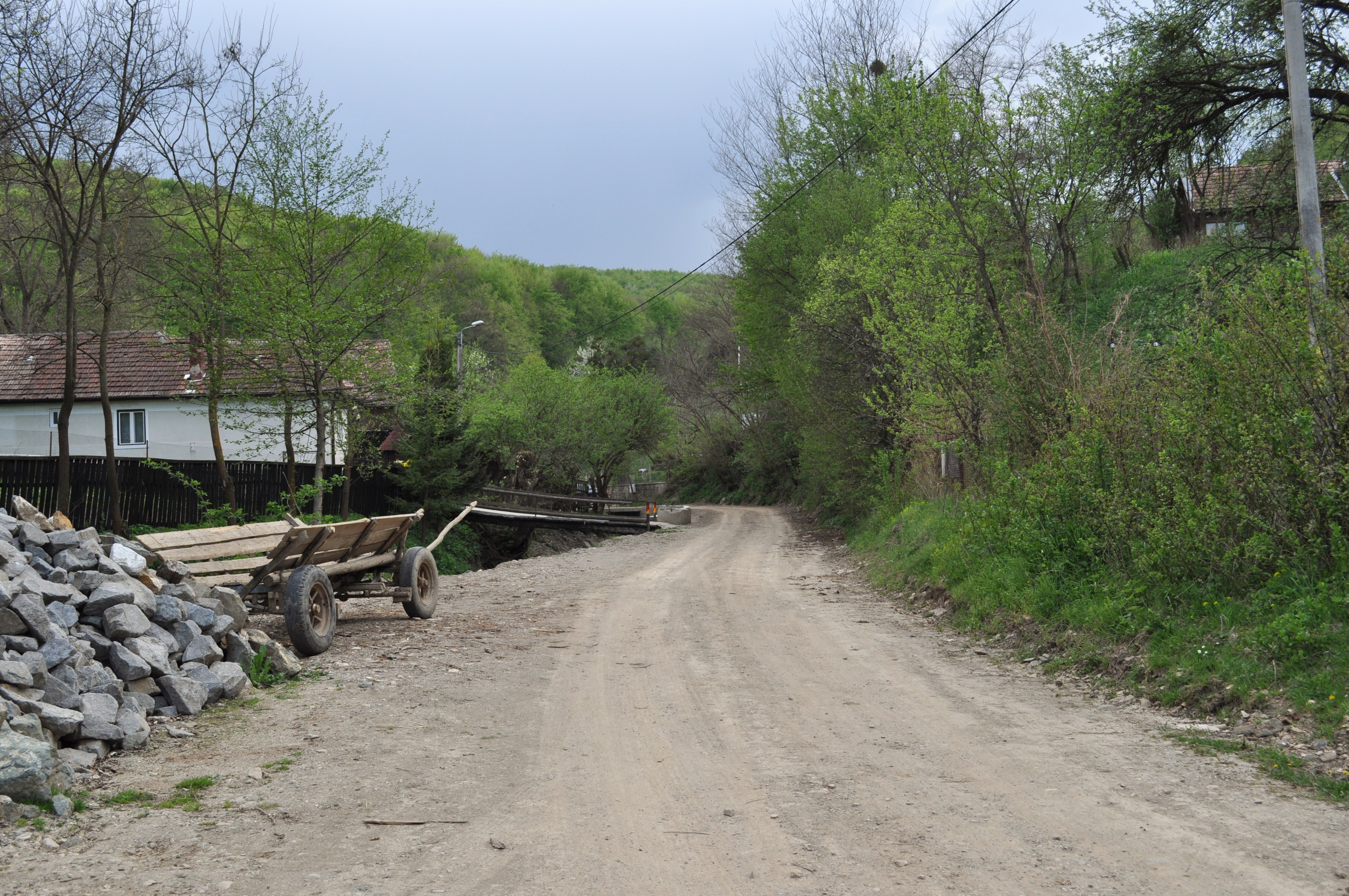
Stolna
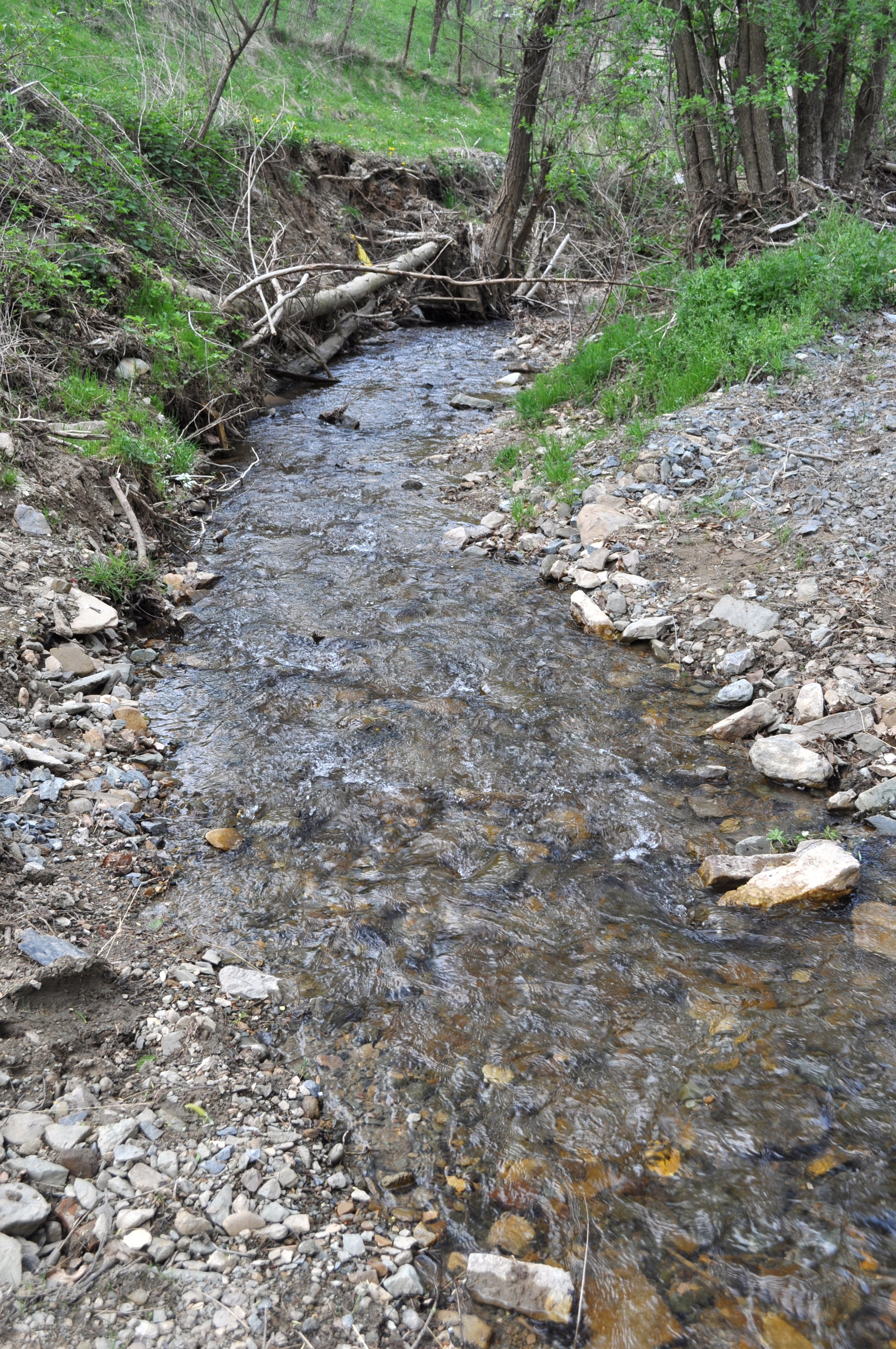
Pârâul Stolna
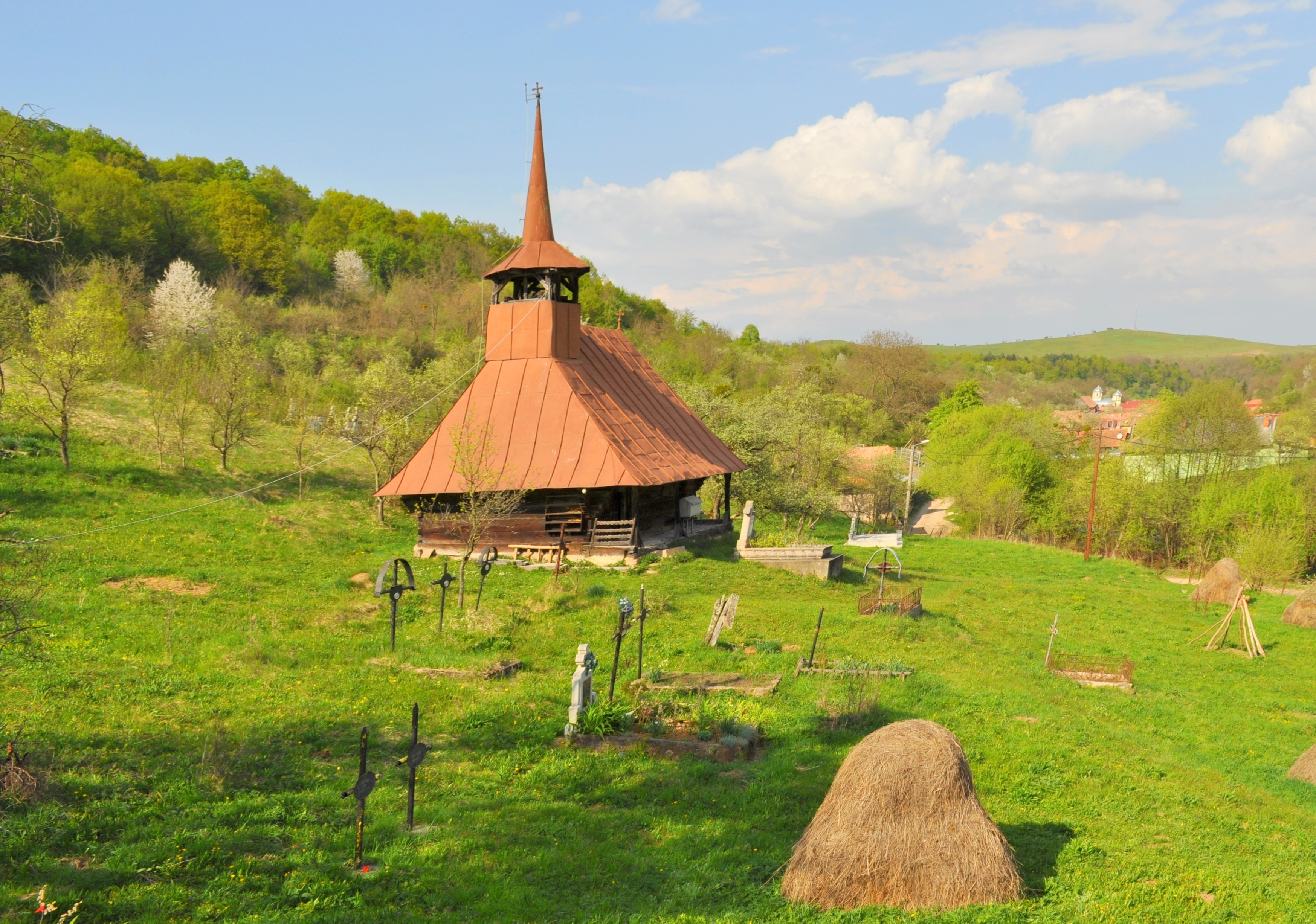
Biserica de lemn din Stolna (monument istoric)
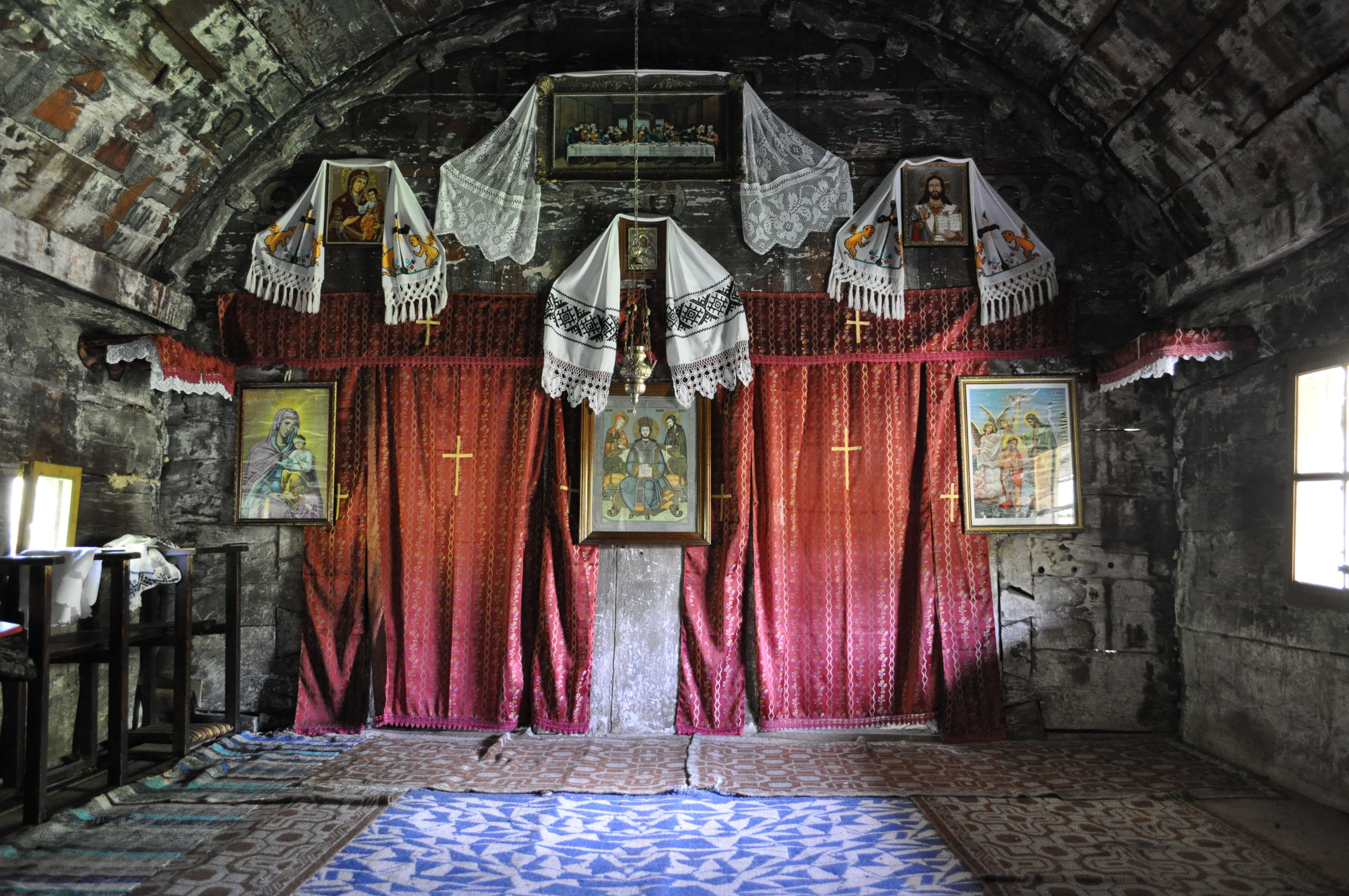
Biserica de lemn din Stolna (interior)
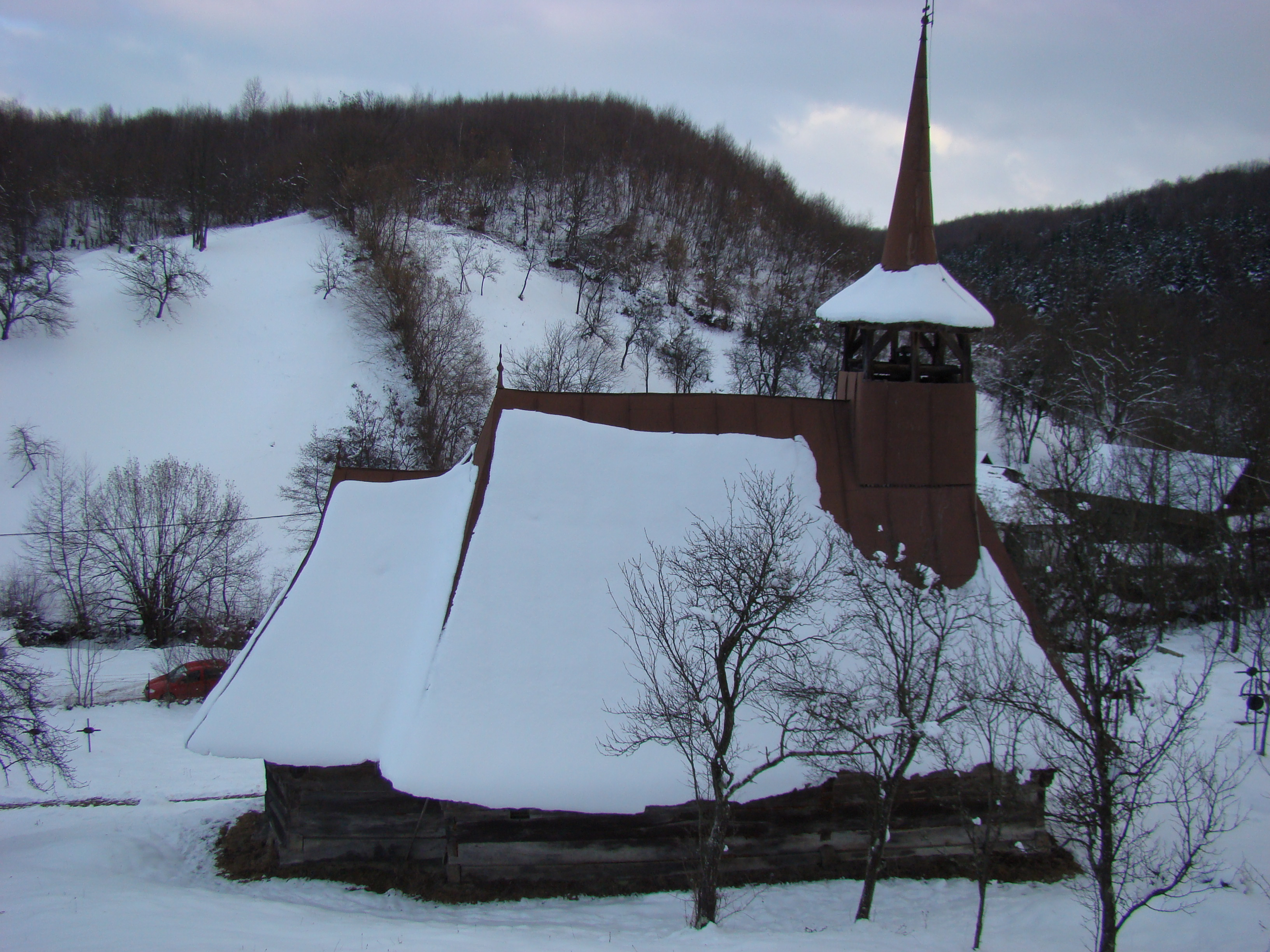
Biserica de lemn din Stolna (iarna)